# Iglesia Bíblica

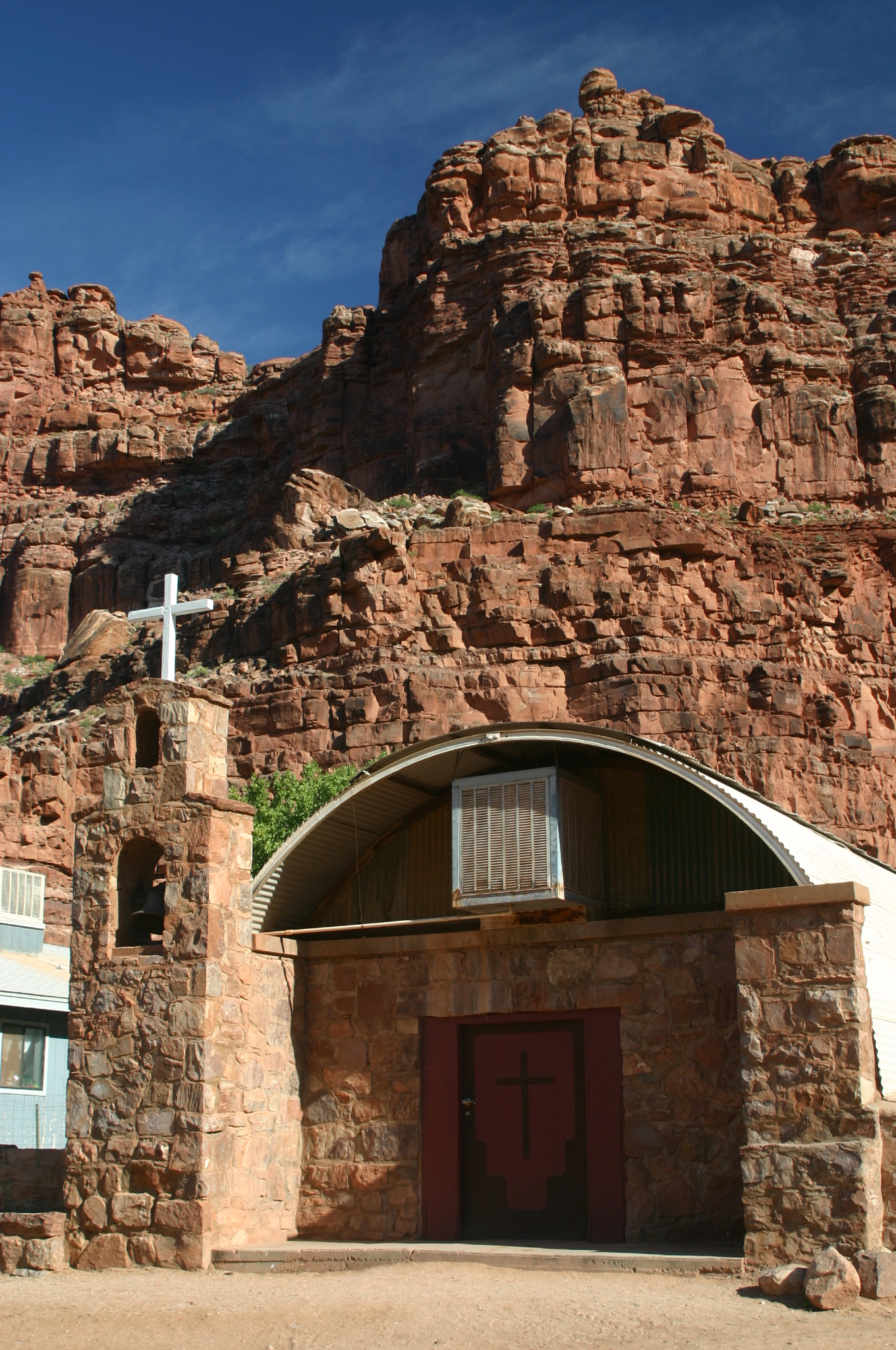
Iglesia Bíblica Havasupai, en Lake Havasu City, Arizona.

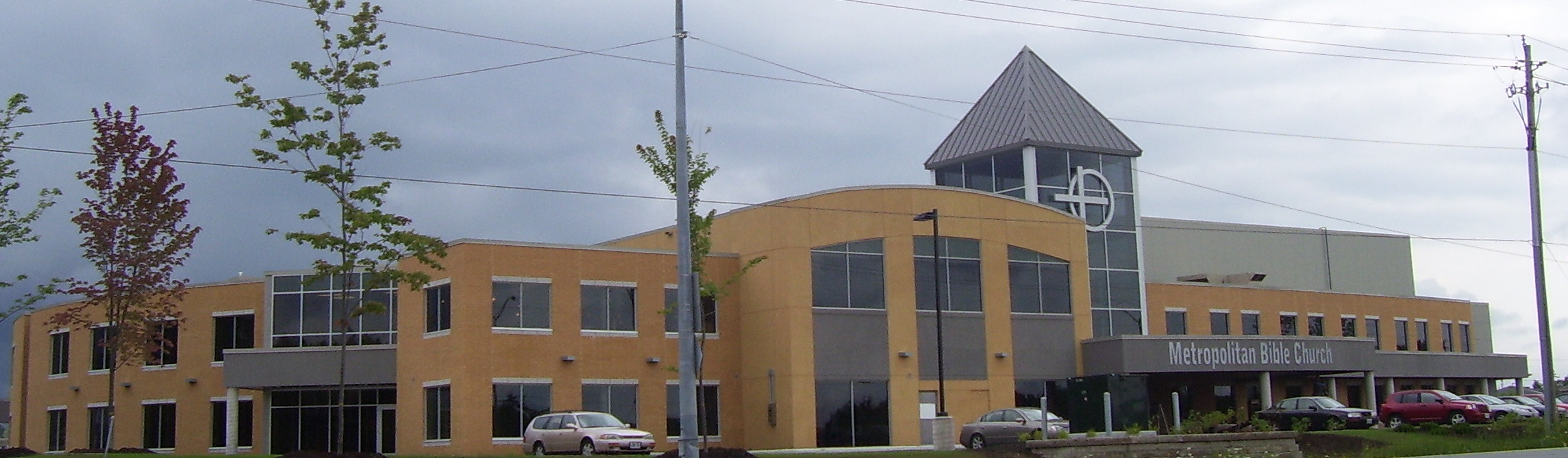
Iglesia Bíblica Metropolitana, en Ottawa, Canadá.

La Iglesia Bíblica es un tipo de iglesia cristiana que enfatiza sobre la Biblia y se enfoca en el origen inerrante de las Sagradas Escrituras. Forma parte de la Iglesia Evangélica Protestante, por ende, pueden ser denominacionales o No-denominacional. Eso significa que una iglesia bíblica puede sujetarse a alguna denominación, concilio o teología tales como la Presbiteriana de confesión Calvinista, Metodista de confesión Arminiana, Wesleyana, Bautistas, Santidad, entre otras; quedando de ese modo sujeto a diversos catecismos y posturas teológicas, no obstante la más influyente ha sido la Wesleyana-Arminiana.
En general, la Iglesia Bíblica se caracteriza por predicaciones expositivas, enseñando verso-por-verso de un libro completo de la Biblia (Sola scriptura, Prima scriptura). Este grupo de iglesias sostiene la doctrina de justificación por la fe, una enseñanza que revive de la Reforma y las Cinco solas. Estas iglesias sostiene la doctrina del dispensacionalismo pre-milenial. Otro aspecto de este tipo de iglesias, es que son consideradas evangélicas, aunque  la mayoría de ellas no son Pentecostales ni Carismáticas. Se practica el bautismo por inmersión; aunado a ello, sus servicios litúrgicos varían de lo conservador y tradicional o los más modernos.

## Características
Estos grupos de iglesias se destacan en las siguientes obras:
- Cumplen este mandato de la gran comisión a través de la plantación de iglesias.
- Búsqueda persistente en la santificación y la humildad.
- Vida de oración.
- Evangelismo.